# Patrulla militar als Jocs Olímpics d'Hivern de 1928
Als Jocs Olímpics d'Hivern de 1928 celebrats a la ciutat de Sankt Moritz (Suïssa) es disputà una prova de patrulla militar en categoria masculina per equips com a esport de demostració. La prova es disputà el dia 12 de febrer de 1928 a les instal·lacions de Sankt Moritz.
A causa d'una tempesta de neu la nit abans de la competició l'inici de l'esdeveniment es va retardar 45 minuts per tal de procedir a la neteja de la pista. La prova es va realitzar en una superfície de més de 30 km de distància amb una diferència d'altitud de 1.100 metres. El punt de partida es va realitzar des d'una altitud de 2.108 metres, arribant a la cota de 2.877 metres, i descendint fins a la meta situada als 1.850 metres.

## Comitès participants

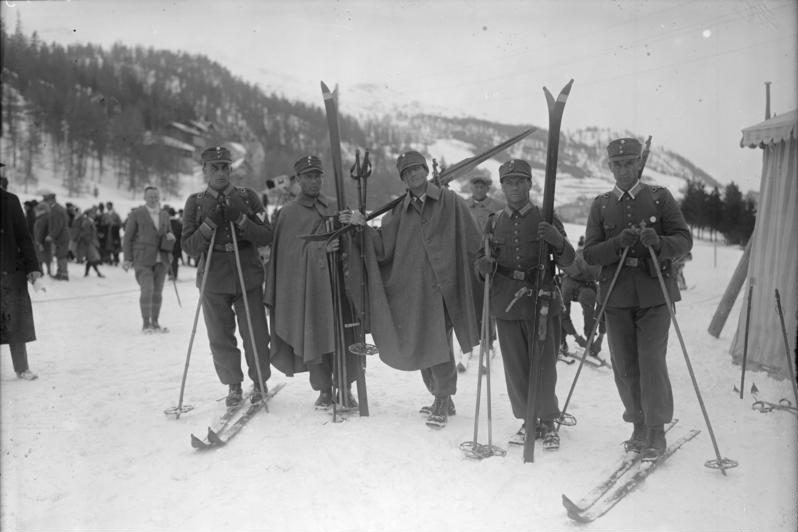
L'equip alemany que participà en la prova.

Hi participaren un total de 36 esquiadors de 9 comitès nacionals diferents.
| - Alemanya (4) - Finlàndia (4) - França (4) - Itàlia (4) - Noruega (4) |  | - Polònia (4) - Romania (4) - Suïssa (4) - Txecoslovàquia (4) |

## Resum de medalles
| Prova            | Or                                                               | Argent                                                                          | Bronze                                                     |
| Patrulla militar | NoruegaOle Reistad · Leif Skagnæs · Ole Stenen · Reidar Ødegaard | FinlàndiaEino Hjalmar · Kalle Tuppurainen · Esko Järvinen · Veikko Ruotsalainen | SuïssaFritz Kuhn · Hugo Lehner · Otto Furrer · Anton Julen |

## Medaller
| Posició | País      | Or | Argent | Bronze | Total |
| 1       | Noruega   | 1  | 0      | 0      | 1     |
| 2       | Finlàndia | 0  | 1      | 0      | 1     |
| 3       | Suïssa    | 0  | 0      | 1      | 1     |
|         |           |    |        |        |       |
| Total   | Total     | 1  | 1      | 1      | 3     |

## Resultats
| Lloc | Equip                                                                              | Temps     |
| ---- | ---------------------------------------------------------------------------------- | --------- |
| 1    | Noruega · Ole Reistad, Leif Skagnæs, Ole Stenen, Reidar Ødegaard                   | 3:50:47   |
| 2    | Finlàndia · Eino Hjalmar, Kalle Tuppurainen, Esko Järvinen, Veikko Ruotsalainen    | 3:54:37   |
| 3    | Suïssa · Fritz Kuhn, Hugo Lehner, Otto Furrer, Anton Julen                         | 3:55:04   |
| 4    | Itàlia · Enrico Silvestri, Daniele Pellissier, Erminio Confortola, Piero Maquignaz | 4:07:30   |
| 5    | Alemanya · Franz Raithel, Stefan Kistler, Josef Rehm, Ludwig Mayer                 | 4:15:02 ½ |
| 6    | Txecoslovàquia · Otakar Německý, Josef Klouček, Jan Bedřich, Robert Möhwald        | 4:15:07 ½ |
| 7    | Polònia · Zbigniew Wóycicki, Władysław Żytkowicz, Bronisław Czech, Tadeusz Zaydel  | 4:39:45   |
| 8    | Romania · Toma Calista, Constantin Pascu, Ioan Rucǎreanu, Ion Zǎgǎnescu            | 5:00:16   |
| 9    | França · Marcel Pourchier, R. Mandrillon, R. Gindre, M. Perrier                    | 5:20:26   |